# Emilio Kovačić
Emilio Kovačić (Zadar, 11. siječnja 1968.) je bivši hrvatski košarkaš i hrvatski reprezentativac. Igrao je na mjestu centra. Bio je poznat po izvrsnoj skakačkoj igri i višestrukim uzastopnim skokovima u jednom napadu, više nego ijedan hrvatski centar prije njega. Visine je 208 cm. Igrao je u Euroligi sezone 1998./99. za hrvatski klub Zadar.
Igrao je još za Fortitudo iz Bologne, ljubljansku Olimpiju, Zrinjevac. 
Košarkom se bavi od 1983. u KK Zadar. Od 1987. igrao je američku sveučilišnu košarku na jednom malom privatnom sveučilište u NAIA-i (Grand Canyon College Paula Westphala, sastav Grand Canyon Antelopes ) i na sveučilištu Arizoni te naposljetku u Kaliforniji (sveučilište Biola, u NAIA-i) gdje je ostvarivao prosjek od 20-ak koševa i 10 skokova i gdje je bio igračem godine okruga br. 3. Nakon završetka studija u Americi bio je u kampu Phoenix Sunsa te je igrao ljetnu ligu.
Bio je članom jugoslavenske juniorske reprezentacije koja je 1985. godine postala europski prvak, gdje je bio zamjenom srbijanskom igraču Vladi Divcu.
S hrvatskom je reprezentacijom osvojio broncu na EP 1993., na EP 1997. kad je Hrvatska nakon nekoliko tijesnih poraza završila na 11. mjestu te na EP 2001. kad je Hrvatska bila 7., nakon nepametno izgubljene utakmice u četvrtfinalu protiv domaćina. Na tom je prvenstvu Hrvatska, ponajviše zahvaljujući Kovačiću bila prva po skokovima, 36,3 po utakmici.
Osvojio je Kup Krešimira Ćosića 1997./98. Bio je najbolji strijelac završnog turnira hrvatskog Kupa Krešimira Ćosića 2003./04. Bio je najkorisniji igrač završnice slovenskog kupa 2000./01.

## Vanjske poveznice
- Fibaeurope.com
- Euroleague.net
- College Hoops From A To Z  Arhivirana inačica izvorne stranice od 24. ožujka 2017. (Wayback Machine), Skip Myslenski, Chicago Tribune, 10. siječnja 1990.
- [neaktivna poveznica] Statistike u Arizona State Sun Devilsima